# Brian James
Brian James, född 1983, är en sierraleonsk författare. Han skriver både noveller och filmmanus, och skildrar Sierra Leone ur oväntade vinklar. 1990-talets inbördeskrig är ett återkommande tema i hans texter, men han har också skrivit om annat, till exempel om en ynglings kamp att hitta arbete i Freetown. I lokalt förankrade, vardagliga bilder speglar han en globaliserad samtid. Brian James är 2010 års författarstipendiat på Nordiska Afrikainstitutet.